# Bernardino Blaceo
Bernardino Blaceo (Udine, ... – Udine, 23 giugno 1570) è stato un pittore italiano del Rinascimento floruit 1540-1570.

## Biografia

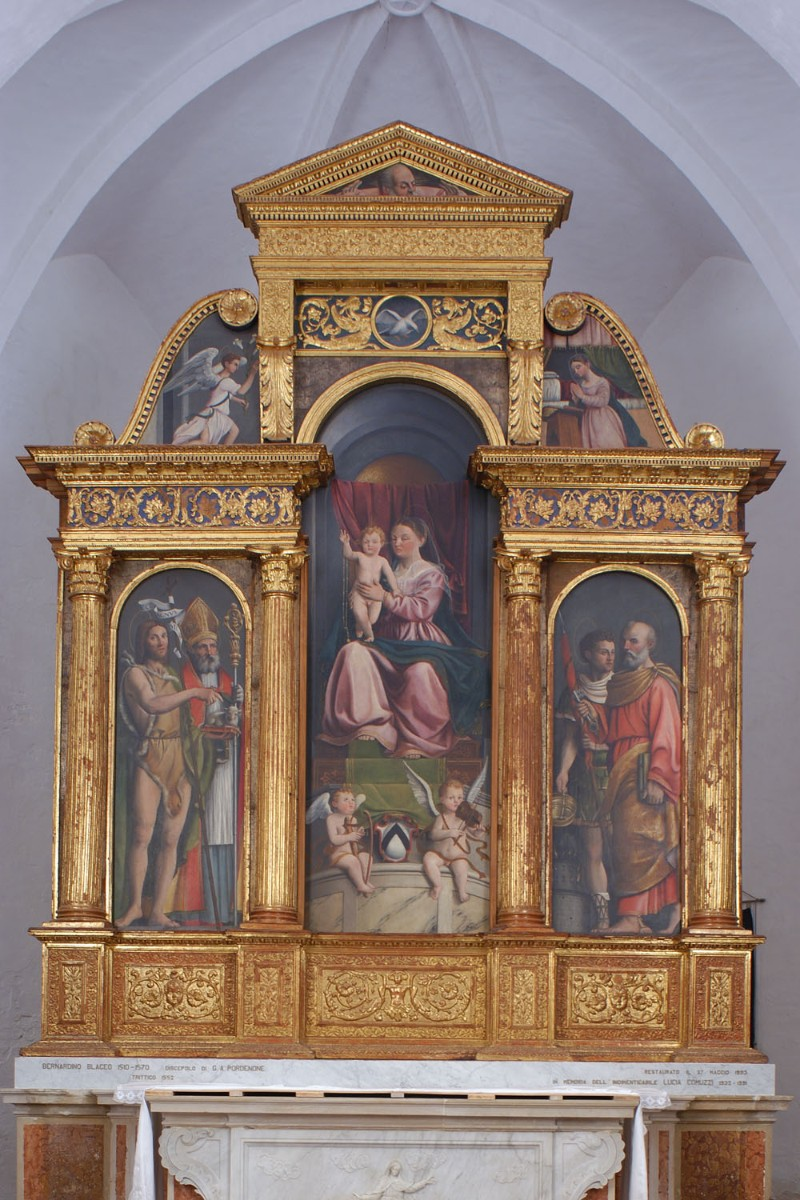
Trittico con Madonna con Bambino (centro), San Giovanni e Sant'Ermacora (sinistra), San Pietro e San Floriano (destra), Chiesa della Beata Vergine del Rosario, Rivignano Teor

Fu attivo principalmente in Friuli e particolarmente ad Udine, dove dipinse una pala d'altare della Vergine e Bambino, con Angeli e sante Lucia e Agata per la chiesa di Santa Lucia e diversi lavori per il municipio della sua città natale. Una Vergine e Bambino coi santi Pietro e Giovanni, venne dipinta all'esterno di una casa di Porta Nuova a Udine.

## Opere
- Madonna con Bambino in trono tra Sant'Agostino, Santa Lucia, Santa Caterina d'Alessandria, San Nicola da Tolentino, 1553, Museo degli Eremitani, Padova
- Trittico con Madonna con Bambino (centro), San Giovanni e Sant'Ermacora (sinistra), San Pietro e San Floriano (destra), Chiesa della Beata Vergine del Rosario, Rivignano Teor